# Госамская волость
Госамска́я (Госомская) волость — административно-территориальная единица в составе Брянского (с 1921 — Бежицкого) уезда.
Административный центр — село Госама (Госома).

## История
Волость образована в ходе реформы 1861 года; являлась одной из крупнейших в уезде по количеству населённых пунктов и сельских обществ.
По данным на 1880 год, волость занимала территорию в 335,4 км2, а её население составляло 8 789 человек.
В ходе укрупнения волостей, в 1924 году Госамская волость была упразднена, а её территория разделена между Бежицкой, Овстугской и Жирятинской волостями.
Ныне территория бывшей Госамской волости разделена между Брянским и Жирятинским районами Брянской области.

## Административное деление
В 1920 году в состав Госамской волости входили следующие сельсоветы: Бобылевский, Глинищевский, Голяжский, Городецкий, Гороховский, Госомской, Демьяничский, Кабаличский, Карпиловский, Княжичский, Копыловский, Львовский, Новокаплинский, Опыханский, Свинецкий, Севрюковский, Сельцосуздальский, Слепынский, Смольянский, Стаевский, Старокаплинский, Старосельский, Страшевичский, Холопский, Хотылёвский, Чемодуровский, Шапкинский.